# 奧斯威戈縣 (紐約州)
奧斯威戈縣（英語：Oswego County）是美国纽约州西北部的一個縣，北臨安大略湖，面積3,399平方公里。根據2020年美國人口普查，共有人口11萬7,525人。縣治奧斯威戈。該縣成立於1824年，縣名來自莫霍克語，意思是「水注入的地方」，指的是奧斯威戈河注入安大略湖的河口。